# Tabaquite
Tabaquite − miasto w Trynidadzie i Tobago (wyspa Trynidad). Według danych szacunkowych na rok 2008 liczy 3381 mieszkańców. Ośrodek turystyczny.